# Мокряк Роман Миколайович
Рома́н Микола́йович Мокря́к (25 липня 1986, Крупське, УРСР) — український військовий моряк, лейтенант Військово-Морських Сил ЗС України, командир малого броньованого артилерійського катера «Бердянськ» (з 2016 року).

## Життєпис
Народився у селі Крупське (нині — Карлівка), що на Кіровоградщині. Військову службу розпочинав у Севастополі на підводному човні «Запоріжжя». Після анексії Криму залишився вірним військовій присязі та продовжив служити на ракетному човні «Прилуки». У 2016 році прийняв командування новозбудованим малим броньованим артилерійським катером «Бердянськ».

### Бій біля Керчі
25 листопада 2018 року катери «Бердянськ» та «Нікополь», а також рейдовий буксир «Яни Капу» здійснювали плановий перехід з Одеси до Маріуполя. Під час переходу українські кораблі зазнали нападу з боку прикордонних сил Російської Федерації, внаслідок чого буксир було взято на таран російським судном «Дон», а «Бердянськ» під командуванням Мокряка пошкоджено артилерійським вогнем, в результаті чого майже вся команда катера отримала поранення і не змогла чинити опір агресору при штурмі. Під час судового засідання, що відбулося у Сімферополі 27 листопада, Роман Мокряк відмовився відповідати на питання співробітників ФСБ та давати будь-які свідчення. Один з правозахисників, що вів справу українських полонених, зазначив, що командир «Бердянська» — відмінний офіцер та смілива людина, тож у відповідь на усі закиди послав «федералів» за «відомою адресою».

## Нагороди та відзнаки
- Орден Богдана Хмельницького ІІІ ступеня (3 квітня 2019) — нагороджений Указом Президента України № 96/2019, за особисту мужність і самовіддані дії, виявлені під час виконання військового обов'язку, вірність Українському народові і військовій присязі[2][3].